# Hades hecamede
Hades hecamede är en fjärilsart som beskrevs av William Chapman Hewitson 1870. Hades hecamede ingår i släktet Hades och familjen Riodinidae. Inga underarter finns listade i Catalogue of Life.

## Bildgalleri

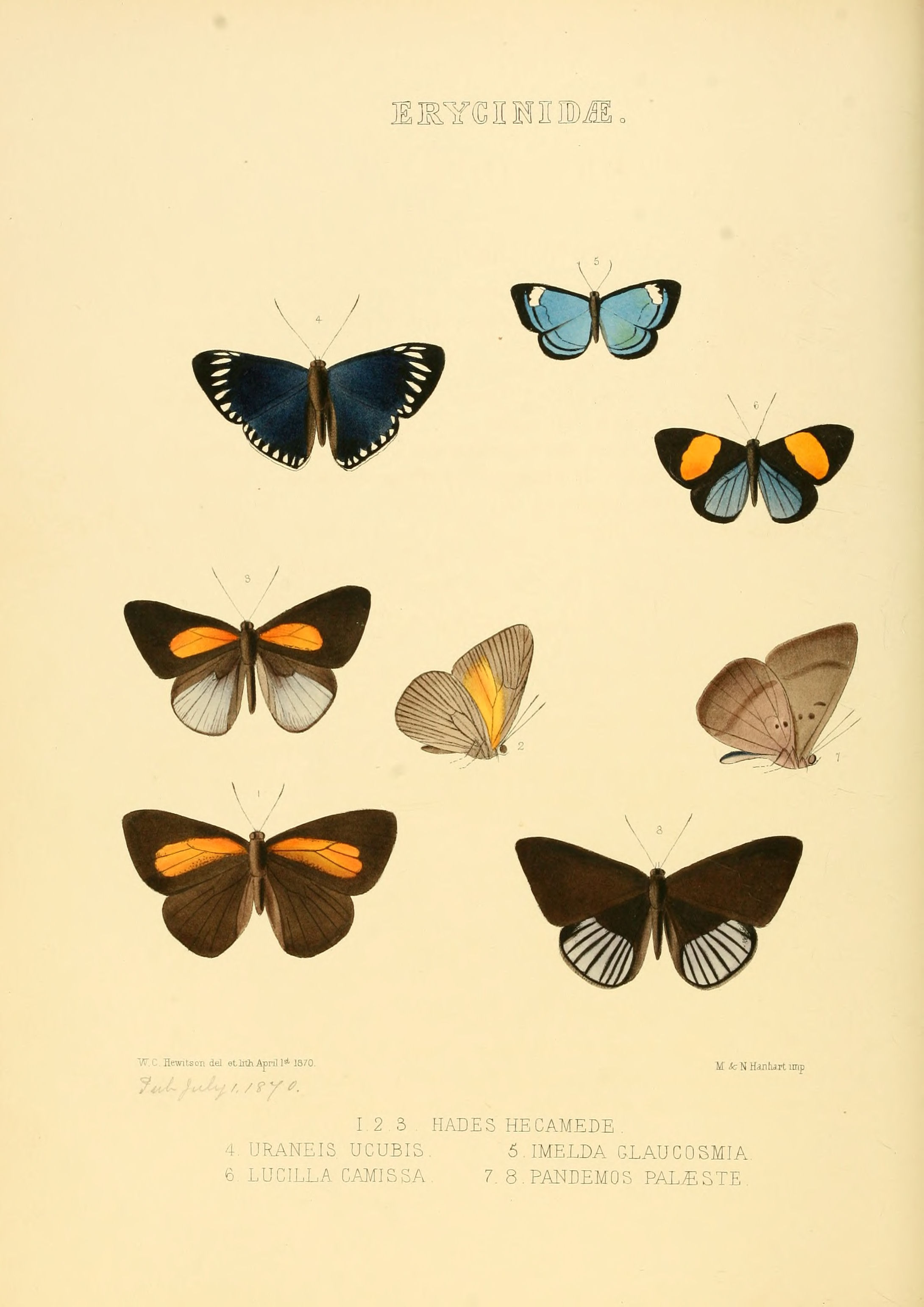